# Norbert Joos
Norbert Joos (ur. 6 września 1960 w Chur, zm. 10 lipca 2016) – szwajcarski wspinacz.
Joos był zdobywcą 13 ośmiotysięczników, na wszystkie wszedł bez wspomagania dodatkowym tlenem z butli. Jedynym niezdobytym przez niego ośmiotysięcznikiem był Mount Everest. Wraz ze swoim rodakiem Erhardem Loretanem wspólnie zdobyli m.in. Nanga Parbat i Manaslu, a w 1984 roku dokonali pierwszego przejścia wschodniej ściany Annapurny. Rok później wraz z Marcelem Rüedim zdobył K2. Podczas tej wyprawy na skutek odmrożeń stracił część palców u nóg. Łącznie w latach 80. zdobył 6 ośmiotysięczników, w latach 90. zdobył kolejne 4, a od 2002 do 2006 zdobył następne 3. Bezpośrednio po zejściu ze swojego 13 ośmiotysięcznika, Kanczendzongi, doznał udaru i został ewakuowany helikopterem. W 2008 roku podjął nieudaną próbę wejścia na ostatni niezdobyty przez siebie ośmiotysięcznik, Mount Everest, ale z uwagi na złe samopoczucie podczas wejścia zrezygnował ostatecznie ze zdobycia Korony Himalajów i Karakorum. W kolejnych latach zajmował się wspinaczką skalną, pracował ponadto jako zawodowy przewodnik górski w Gryzonii. Prowadził też sklep sportowy w Chur.
Zginął 10 lipca 2016 roku podczas wprowadzania dwóch klientów na Piz Bernina. Cała trójka spadła około 160 metrów. Joos poniósł śmierć na miejscu, a obaj jego klienci doznali poważnych obrażeń.